# Олександр Форд
Олександр Форд (пол. Aleksander Ford, справжнє ім'я — Моше Лівшиць; 24 листопада 1908 — 4 квітня 1980) — польський кінорежисер.

## Біографія
Олександр Форд (справжнє ім'я Моше Лівшиць) народився у Києві в єврейській родині. Вивчав історію мистецтва у Варшавському університеті. Як режисер дебютував на початку 1930-х. Першим фільмом, який зробив його відомим, став знятий в 1932 році «Легіон вулиці», що розповідає про варшавських газетярів. У цьому ж році він виїхав до Палестини, щоб зняти фільм і репортажі про єврейських поселенців («Сабра», «Палестинська хроніка», «Маккабіада»). Соціальна тематика зачіпалася режисером також в стрічках «Люди Вісли» про бокорашів (1938, спільно з Єжи Зажицьким за мотивами роману Г. Богушевської та Є. Корнацького «Вісла») і «Ми йдемо» («Mir Kumen On» на їдиш), що розповідає про центр для хворих на туберкульоз дітей в Медзешині (1936).
Під час Другої світової війни Форд евакуювався до СРСР, де співпрацював з кіностудією Війська Польського «Czołówka», перетвореної в 1945 році в державне підприємство «Film Polski».
До цього ж періоду відносяться фільми «Присягаємо землі польській», де показано формування та приведення до присяги Першої дивізії Війська Польського (1943), а також «Майданек — кладовище Європи» (1944) — репортаж, знятий 24 і 25 липня 1944 року, відразу після звільнення концтабору Майданек радянськими військами.
Першим післявоєнним фільмом Олександра Форда стала «Гранична вулиця» (1948), у якому розповідалося про трагічні долі євреїв в окупованій Варшаві. Режисер називав його «картиною про маленьких людей на тлі великої епохи», оскільки його головними героями були юні варшавці. Фільм отримав Золоту Медаль на Венеціанському кінофестивалі у 1949 році.
У 1951 році Форд зняв фільм «Молодість Шопена» за мотивами романів Єжи Брошкевича, Густава Бахнера, Станіслава Гадини і Яна Корнгольда про знаменитого польського композитора Фредеріка Шопена. Форд показує становлення генія Шопена на тлі великих соціально-політичних подій 1825—1830 років: композитор обертається в товаристві революційної варшавської молоді, потім їде в село, де знайомиться з польської музичною традицією і піснями селян і, нарешті, опиняється в еміграції, де дізнається про поразку Листопадового повстання.
Соцреалістичною картиною «П'ятеро з вулиці Барської» 1954 року режисер повернувся до сучасної тематики, не перестаючи при цьому міркувати про наслідки війни. Ця стрічка, що знята за мотивами роману Казімєжа Козневського, розповідала про п'ятеро хлопців, які не змогли знайти собі місця в післявоєнному житті і вибрали злочинний шлях. В головний ролях знялися Олександра Шльонська і Тадеуш Янчар. Фільм отримав Приз журі Каннського кінофестивалю.
Наступною кінороботою Форда став один з перших польських кольорових фільмів «Хрестоносці» (знятий у форматі CinemaScope на плівці Eastmancolor), легенда польського кінематографа, рекордсмен з кінопрокату (всього фільм подивилося понад тридцять мільйонів глядачів), екранізація роману Генрика Сенкевича (сценаристи — Олександр Форд і Єжи Стефан Ставінський — також зверталися до текстів «Хрестоносці 1410» Юзефа Ігнація Крашевського), для якого було підготовлено 28 тисяч костюмів і де взяли участь понад 10 тисяч статистів і 470 коней. Фільм зняли на замовлення влади і він виконував пропагандистську функцію.
Після успіху «Хрестоносців» Олександр Форд зняв також психологічну кінодраму «Перший день свободи» (1964), героями якого були німецький лікар і його дочки, яким після війни довелося зіткнутися з поляками, що повертаються з фронту. Фільм показали в програмі головного конкурсу Каннського кінофестивалю.
В кінці 1960-х років Форд взявся за роботу над фільмом про Януша Корчака, проте проєкт закрили під тиском антисемітських сил (Форду вдалося здійснити його пізніше). В обставинах політичної кризи 1968 року його звільнили з роботи і він емігрував до Ізраїлю, потім до Данії і США. Екранізація роману Солженіцина «У колі першому», попри участь в ній Ельжбети Чижевської і Ольги Чехової, була зустрінута критикою негативно; засудив її і сам Солженіцин. Інші фільми Форда, зняті за кордоном, не мали успіху у публіки і критики.
Олександр Форд наклав на себе руки в готелі курортного американського містечка під назвою Неаполь у Флориді після розлучення з дружиною.